# Nesciothemis nigeriensis
Nesciothemis nigeriensis – gatunek ważki z rodziny ważkowatych (Libellulidae). Występuje w Afryce Zachodniej i Afryce Środkowej – stwierdzony na rozproszonych stanowiskach w pasie rozciągającym się od Sierra Leone po północno-wschodnią Demokratyczną Republikę Konga i Gabon.